# Lucie Jones
Lucie Bethan Jones (Pentyrch, 20 marzo 1991) è una cantante e attrice teatrale britannica. Lucie è conosciuta per la sua partecipazione alla sesta stagione dell'edizione britannica di The X Factor nel 2009, dove si è piazzata ottava, e all'Eurovision Song Contest 2017, con la canzone Never Give Up on You.

## Biografia
Lucie ha partecipato alle audizioni per la sesta stagione dell'edizione britannica di The X Factor nel 2009, cantando I Will Always Love You di Whitney Houston. È stata ammessa alle serate dal vivo, ma è stata eliminata nella quinta puntata con il deadlock contro i Jedward.
Dopo la sua eliminazione da The X Factor, Lucie ha firmato un contratto con Select Model Management per dare inizio alla sua carriera da modella. A maggio 2010 il produttore teatrale Cameron Mackintosh l'ha inclusa nel cast de I miserabili nel ruolo di Cosette al teatro del West End. A settembre 2010 è stato reso noto che sarebbe stata la nuova testimonial della linea Full Effect dei reggiseni Wonderbra. Nello stesso anno ha inoltre partecipato come attrice a un episodio di Le avventure di Sarah Jane, intitolato Lost in Time: Part Two. Lucie ha svolto il ruolo di Victoria nel musical American Psycho al teatro londinese di Almeida a dicembre 2013. A febbraio 2015 Lucie ha recitato nel ruolo di Melody Carver nell'episodio The Ballad of Midsomer County della serie L'ispettore Barnaby. Il mese successivo ha coperto il ruolo di Molly durante il tour cinese del musical Ghost. Ad aprile dello stesso anno ha recitato nel musical Like Me nel ruolo di Emma al teatro di Waterloo East e il 15 ottobre è uscito il suo l'EP di debutto, intitolato Believe e contenente quattro brani. Nel 2016 ha fatto parte del cast di Rent come Maureen Johnson durante il tour britannico del musical, a cui è seguito il ruolo di Elle Woods nel musical Legally Blonde al Curve Theatre di Leicester.
A gennaio 2017 è stato reso noto che Lucie Jones avrebbe partecipato a Eurovision: You Decide, la selezione nazionale del Regno Unito per l'Eurovision Song Contest 2017. La sua canzone, Never Give Up on You, è stata scritta da Emmelie de Forest, la vincitrice dell'Eurovision Song Contest 2013 per la Danimarca. Il 27 gennaio 2017 Lucie è stata annunciata vincitrice del programma, guadagnandosi un biglietto per la finale dell'Eurovision, che si è svolta a Kiev, in Ucraina, il 13 maggio 2017 nella quale si è classificata quindicesima con 111 punti. Successivamente è tornata ad interpretare Elle nella tournée britannica di Legally Blonde tra il settembre 2017 e il giugno 2018. Suxcessivamente ha interpretato la protagonista Jenna nel musical di Sara Bareilles Waitress in scena al Teatro Adelphi di Londra. Nel 2021 è tornata a calcare le scene londinesi nel ruolo di Fantine in Les Misérables al Gielgud Theatre, a cui hanno seguito il ruolo della protagonista Elphaba in Wicked (Apollo Victoria Theatre) e poi ancora Fantine in Les Misérables al Sondheim Theatre nel 2023.

## Discografia

### Album live
- 2020 – Lucie Jones: Live at the Adelphi

### EP
- 2015 – Believe

### Singoli
- 2013 – You'll Never Walk Alone (con Rhys Meirion)
- 2015 – Confidence Is Conscienceless
- 2015 – The Ballad of Midsomer County
- 2017 – Never Give Up on You